# Klepač
Klepač (makedonska: Клепач) är en ort i Nordmakedonien. Den ligger i kommunen Prilep, i den södra delen av landet, 90 kilometer söder om huvudstaden Skopje. Klepač ligger 592 meter över havet och antalet invånare är 366.